# ハリーファ家
ハリーファ家 (アラビア語: آل خليفة)はスンナ派を信仰するバーレーンの王家。アラビア半島中央部からクウェートに移動したウトバ族(アナイザ族の一派)の出身で、17世紀初頭にバーレーンに移住する以前はバーレーンのとりわけアル・ズバラ近辺を治めていた。現在の家長はハマド・ビン・イーサ・アール・ハリーファ。
2010年時点で、バーレーンの内閣人事のおおよそ半数がハリーファ家の出身である。

## 歴史
ハリーファ家のバーレーン支配は、1783年にアフマド・イブン・ムハンマド・イブン・ハリーファが、当時バーレーン諸島を治めザンド朝に従属していたNasr Al-Madhkurをウトバ族のバーレーン侵攻によって打ち破ったことによって始まった。アフマドはバーレーンの初代ハーキム (称号)としてバーレーンを治めたが、クウェートのアル・ズバラを拠点とし、夏季のみバーレーンに滞在した。アフマドは現在のハリーファ家の全員の祖先である。
1796年のアフマドの死後、アフマドの息子のサルマーン・ビン・アフマド・アール・ハリーファはバーレーン島に移り、アブドゥッラー・イブン・アフマド・アール・ハリーファはムハッラク島にそれぞれ移り住んで独立した統治を行い、住民に人頭税を課した。その後、1842年から1869年にかけてアブドゥッラーの一派とサルマーンの一派で内紛が起こり、サルマーンの一派が勝利し、バーレーン全土を掌握した。1869年までワッハーブ派やオマーン、オスマン帝国、ペルシャ人、エジプト人等の外国人勢力がバーレーンの占領を試みたが、バーレーンは独立を保った。なお、アブドゥッラーの子孫は現在カタール在住である。

## 歴代当主
| 名前                                                          | 写真 | 君主としての期間 (称号)                                                       | 備考                                |
| ------------------------------------------------------------- | ---- | ----------------------------------------------------------------------------- | ----------------------------------- |
| シェイフ アフマド・イブン・ムハンマド・イブン・ハリーファ     |      | 1783年- 1795年7月18日 (ハーキム)                                              | ウトバ族の指導者                    |
| シェイフ サルマーン・ビン・アフマド・アール・ハリーファ       |      | 1796年- 1825年 (ハーキム)                                                     | 共同摂政として                      |
| シェイフ アブドゥッラー・イブン・アフマド・アール・ハリーファ |      | 1796年- 1843年4月 (ハーキム)                                                  | 共同摂政として                      |
| シェイフ ハリファ・イブン・スルマン・アール・ハリーファ       |      | 1825年- 1834年5月31日 (ハーキム)                                              | 共同摂政として                      |
| シェイフ ムハンマド・イブン・ハリーファ・アール・ハリーファ   |      | 1834年5月31日- 1842年6月 1843年4月- 1868年9月6日 1869年 (ハーキム)            | 1842年までは共同摂政として、3度復位 |
| シェイフ アリ・イブン・ハリーファ・アール・ハリーファ         |      | 1868年9月6日- 1869年9月28日 (ハーキム)                                        |                                     |
| シェイク ムハンマド・イブン・アブドラ・アール・ハリーファ     |      | 1869年9月- 1869年12月1日 (ハーキム)                                           | 生前退位                            |
| シェイフ イーサ・イブン・アリー・アール・ハリーファ           |      | 1869年12月1日- 1923年5月26日 (ハーキム)                                       | 生前退位                            |
| シェイフ ハマド・イブン・イーサ・アール・ハリーファ           |      | 1923年5月27日 - 1942年2月20日 (ハーキム)                                      |                                     |
| シェイフ サルマーン・ビン・ハマド・アール・ハリーファ         |      | 1942年2月20日- 1961年11月2日 (ハーキム)                                       |                                     |
| シェイフ イーサ・ビン・サルマーン・アール・ハリーファ         |      | 1961年11月2日- 1971年8月16日 (ハーキム) 1971年8月16日-1999年3月6日 (アミール) |                                     |
| ハマド・ビン・イーサ・アール・ハリーファ حمد بن عيسى آل خليفة |      | 1999年3月6日- 2002年2月14日 (アミール)2002年2月14日 - (マリク(王))            | 現在当主                            |

## 王室評議会
ハリーファ家に関連する決定事項や家庭内紛争は王室評議会(アラビア語: مجلس العائلة الحاكمة)で協議、調停が行われる。評議会では土地の充当や不動産などの財産に関する王室内の内部紛争に対処する。